# ريكي ستيمبوت
ريتشارد هنري بلود المشهور بلقب ريكي ستيمبوت (Ricky Steamboat) مواليد 28 فبراير 1953 هو مصارع محترف أمريكي من أصول يابانية أحد أيقونات المصارعة الحرة
ولد ريتشارد هنري في نيويورك وبدأ مجاله في المصارعة الحرة المحترفة سنة 1971 شارك في فريق مصارعة في فلوريدا أثناء دراسته الثانوية وكان الفريق في المدرسة وأصبح بطل ولاية فلوريدا مرة واحدة ودخل إلى اتحاد المصارعة الحرة المعروف (WWE) سنة 1985 وكسب حزام الوزن الثقيل سنة 1989 اعتزل ريكي المصارعة سنة 1994 ولكنه عاد إلى الحلبة عام 2009 وخاض سلسلة من النزالات ضد كريس جرييكو رغم أنه كان في الخمسينيات من عمرة

## الإنجازات
- بطل الوزن الثقيل العالمي إن دبليو إيه
- بطل القارات
- بطل الولايات المتحدة
- بطل العالم للوزن الثقيل في NWA
- دخل قاعة المشاهير في سنة 2009[5]

## وصلات خارجية
- ريكي ستيمبوت على موقع IMDb (الإنجليزية)
- ريكي ستيمبوت على موقع قاعدة بيانات الفيلم (الإنجليزية)